# 与謝村
与謝村（よさむら）は、京都府与謝郡にあった村。現在の与謝野町の南西端にあたる。

## 地理
- 山岳：鳩ヶ峰、大江山、赤石ヶ岳、江笠山
- 河川：野田川

## 歴史
- 1889年（明治22年）4月1日 - 町村制の施行により、与謝村・滝村・金屋村の区域をもって発足。
- 1954年（昭和29年）12月1日 - 桑飼村・加悦町と合併し、改めて加悦町が発足。同日与謝村廃止。